# 15&
Le 15& (피프틴앤드?, note anche come Fifteen And), sono un duo k-pop sudcoreano costituito nel 2012 dalla JYP Entertainment. Il nome del gruppo deriva dall'età dei suoi membri, Park Ji-min e Baek Ye-rin, al momento del loro debutto.
Il duo ha debuttato nell'ottobre 2012 con il singolo "I Dream", tratto dal loro primo album Sugar.

## Storia
Nel 2012 Park Ji-min è proclamata vincitrice del talent show sudcoreano K-pop Star. Le viene data l'opportunità di firmare per una tra le tre più grandi etichette discografiche del paese, ovvero YG Entertainment, SM Entertainment e JYP Entertainment: alla fine la scelta ricadrà su quest'ultima.
All'età di dieci anni Baek Ye-rin partecipa al programma televisivo Star King, dove viene presentata come "genio dell'R&B contemporaneo". Poco più tardi viene selezionata dalla JYP Entertainment e dopo oltre quattro anni di lezioni viene affiancata a Park Ji-min per formare un nuovo gruppo.

## Formazione
- Baek Ye-rin – voce (2012-)
- Park Ji-min – voce, rap (2012-)

## Discografia

### Album in studio
- 2014 – Sugar

### Singoli
- 2012 – I Dream
- 2013 – Somebody
- 2014 – Can't Hide It
- 2014 – Sugar
- 2015 – Love is Madness